# たとえ世界がそっぽ向いても
「たとえ世界がそっぽ向いても」(たとえせかいがそっぽむいても）は、2020年2月7日に配信を開始した鈴木雅之の7曲目の配信限定シングル。

## 解説
表題曲の「たとえ世界がそっぽ向いても」は、テレビ東京系金曜8時のドラマ枠のテレビドラマ『駐在刑事Season2』の主題歌となっており、前作「ラブ・ドラマティック feat. 伊原六花」でもタッグを組んだ本間昭光を音楽プロデューサーに迎え、 アニソンシンガー“オーイシマサヨシ”としても活動中の大石昌良が書き下ろした。表題曲のMVには大石と本間も出演している。

## 収録曲
1. たとえ世界がそっぽ向いても
作詞・作曲：大石昌良、編曲：本間昭光